# .rs
.rs는 세르비아와 코소보의 국가 도메인이다. 2006년 6월 5일에 세르비아 몬테네그로가 분리되면서 할당되었다. 이 도메인이 할당되기 전까지는 .yu를 사용했다.
제한을 거의 두지 않고 사용하도록 고안되었으며, 세르비아에서는 널리 사용되고 있다. "rs"라는 문자로 끝나는 영어 단어 때문에 이 도메인은 도메인 해킹 및 러스트 (프로그래밍 언어)(예: Ruffle)와 관련된 웹사이트(일반적으로 소스 코드 파일이 .rs로 끝남)를 구성하는 데에도 사용된다.

## 도메인 구조
최상위 도메인은 관심 있는 모든 사용자를 위한 것이다. in.rs를 제외한 다음 2차 도메인은 법인용으로만 예약되어 있다.
- .co.rs – 기업
- .org.rs – 시민 단체 및 협회
- .edu.rs – 교육 기관 및 조직(ac.rs 하위 도메인 제외)
- .ac.rs – 세르비아 학술 및 연구 네트워크(위임)
- .gov.rs – 정부 기관(위임됨)
- .in.rs – 개인용

## 같이 보기
- .me
- .rs whois service